# Alluaudia comosa
Alluaudia comosa is een vetplant, die endemisch is in Madagaskar. Ze werd door Emmanuel Drake del Castillo beschreven  in 1901 onder de naam Didierea comosa. In 1903 herplaatste Drake del Castillo de plant in Alluaudia.

## Beschrijving
Alluaudia comosa groeit als een dichtvertakte doornige struik. Ze kunnen daarbij een groeihoogte van 2 tot 6 meter bereiken. De grijze alleenstaande doornen zijn rond aan de onderkant en 1,5 tot 3,5 centimeter lang. De alleenstaande of in paren staande vlezige bladeren zijn omgekeerd eirond tot halfrond. Ze worden 10 tot 22 millimeter lang en 10 millimeter breed. De witte bloemen verschijnen in schermen. De platte eivormige vruchten zijn 20 tot 25 millimeter lang en 16 millimeter in diameter.

## Verspreiding
De plant komt voor in het zuidwesten en zuiden van Madagaskar, in het gebied tussen Toliara en Fort-Dauphin.
... · 
A. ascendens · 
A. comosa · 
A. dumosa · 
A. procera · 
...